# Walter Sedlmayr
Walter Sedlmayr (Munique, 6 de janeiro de 1926 – Munique, 14 de julho de 1990)
foi um ator de televisão e cinema alemão.

## Assassinato
Em 15 de julho de 1990, Sedlmayr foi encontrado morto e mutilado no quarto de seu apartamento em Munique. Ele havia sido preso, esfaqueado na barriga com uma faca e espancado na cabeça com um martelo. Em 21 de maio de 1993, os irmãos Wolfgang Werlé e Manfred Lauber, ex-sócios de Sedlmayr, foram condenados à prisão pelo assassinato de Sedlmayr. Eles foram soltos sob liberdade condicional em 2007 e 2008, respectivamente.
Em outubro de 2009, os advogados de Wolfgang Werlé enviaram à Fundação Wikimedia uma carta solicitando que os nomes de Wolfgang Werlé e Manfred Lauber sejam removidos dos artigos da Wikipédia em inglês, por julgar que já tenham pagado por seus crimes.